# Wadena (Saskatchewan)
Wadena es un pueblo en la provincia canadiense de Saskatchewan, situada al este de Saskatoon, al norte de Fort Qu'Appelle y el noroeste de Yorkton en la costa este de los lagos Quill. El pueblo es conocido por sus oportunidades de observación de aves, y alberga el Festival de las Aves Playeras y Amigos cada año. El Wadena and District Museum, que se encuentra justo al sur de Wadena en la carretera 35, también acoge una Jornada Vintage anual en agosto. Su población en el censo de Canadá de 2011 fue de 1.306 habitantes.

## Geografía
Wadena se encuentra ubicada en las coordenadas 51°56′45″N 103°48′05″O / 51.94583, -103.80139. Según Statistics Canada, Wadena tiene una superficie total de 2.91 km².

## Historia
Wadena fue fundada originalmente por inmigrantes suecos.